# Chiesa di San Miniato (Calamecca)
La chiesa di San Miniato è un edificio religioso situato a Calamecca in Val di Forfora, nel comune di San Marcello Piteglio, nella provincia di Pistoia, in Toscana.
La chiesa è ubicata nella parte più alta del paese, nel luogo dove presumibilmente sorgeva l'antica rocca.

## Storia
Antica pieve, il titolo le fu tolto nel 1182 quando il castello si ribellò a Pistoia e fu distrutto. Nel secolo XII, tra i comuni rurali del districtus pistoiese figura il castellum novum de Calamica (Liber Focorum, B, XXXXVI), mentre la ecclesia S. Miniati risulta negli elenchi delle decime tra quelle soggette alla pieve della Serra (Decime, I, 1373; II, 1499). Regolarmente registrata nei verbali delle visite pastorali a partire da quella del vescovo Vivenzi: ecclesia S. Miniatis de Calamecha (Visita 1373, c 81r). Nel secolo XVII Calamecca era una delle sei chiese parrocchiali “esenti da pievi” (Chiese 1699, c. 7r).

## Descrizione

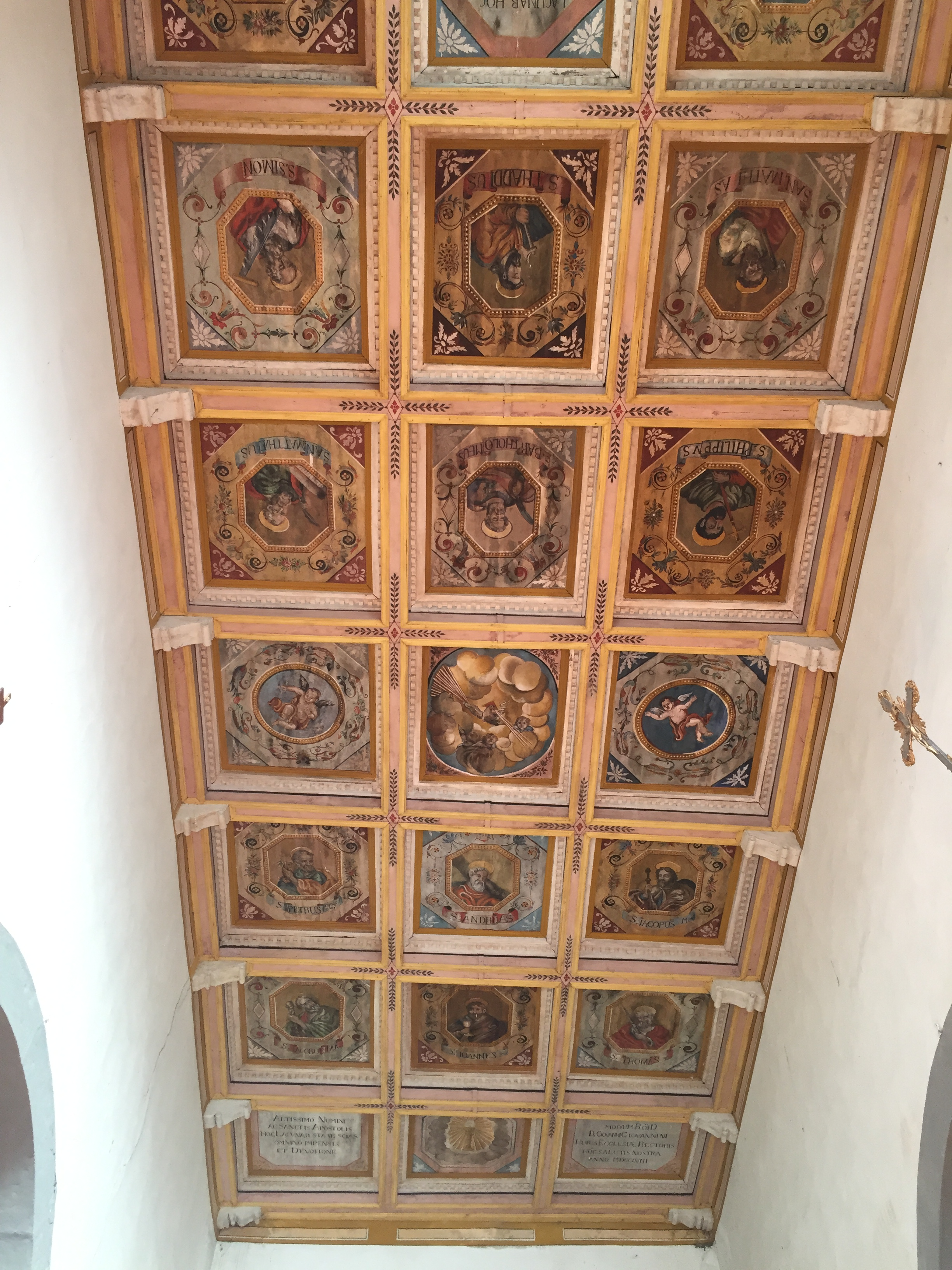
Soffitto a cassettoni

La chiesa è preceduta da una scalinata monumentale in pietra, che arriva su un ampio sagrato dal panorama dominante sulla val di Forfora. L'edificio conserva esternamente ancora parte dell'aspetto romanico. La facciata, intonacata e a forma di capanna, ha il portale di ingresso in pietra serena con l'architrave aggettante scolpito con motivo ad ovoli e dentellatura (forse di epoca medioevale). Sopra l'architrave, si vedono tracce di un arco con lunetta e una finestra a edicola in pietra con timpano; altre due finestre sono presenti sui muri perimetrali delle due navate laterali. A destra del portale è disposta una Madonna in terracotta invetriata, mentre a sinistra una croce in pietra serena è stata collocata nel 1997 sul basamento di una precedente croce in ferro, ricordo delle missioni del 1905. Il campanile, posto sul muro absidale della chiesa, ha una forma a pianta quadrata con due cornici marcapiano, terminante con un loggiato composto da quattro pinnacoli posti agli angoli e una cuspide piramidale. L'orologio è sul lato ovest del campanile e scandisce l’ora col rintocco delle campane. Sulla parete del campanile che guarda a nord è ben visibile lo stemma della città di Pistoia capovolto in segno di protesta e ribellione dei calamecchi contro l'autorità pistoiese per la conseguente sottomissione.

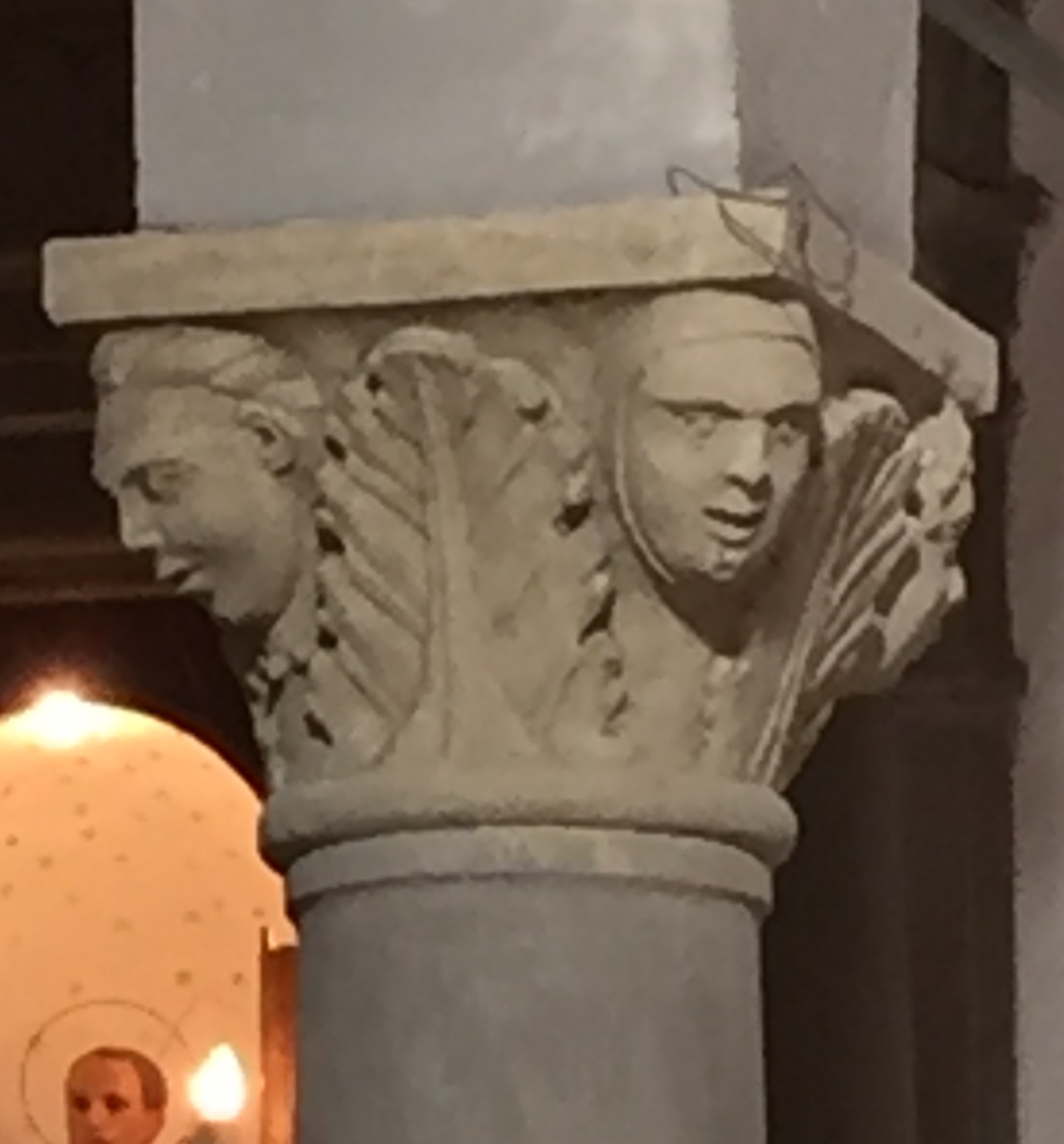
Capitello con teste

Internamente la chiesa ha subito diverse modifiche nel XVIII secolo che ne hanno alterato l'aspetto originario. Divisa in tre navate, la navata centrale è più alta rispetto alle altre due ed è coperta da un soffitto a cassettoni ligneo vivacemente dipinto, mostrante una stretta somiglianza con quello dell'oratorio della Compagnia di Popiglio. All'interno di ciascuno dei lacunari, entro una cornice ottagonale, il busto di un Apostolo, la cui figura è rivolta verso l’ordine centrale, raffigurante angeli e la colomba dello Spirito Santo. Sui muri perimetrali sono posizionati sette altari barocchi molto imponenti che arrivano quasi al soffitto e due confessionali in pietra serena estratta nelle cave di Calamecca, una rarità per l'epoca. Oltre ai confessionali si possono apprezzare i decori di buona fattura, come i capitelli e gli stemmi in pietra serena, eseguiti dagli scalpellini locali e commissionati dalle famiglie del paese. La maestranza degli scultori di Calamecca, si evidenzia soprattutto ammirando l'unicità di ogni capitello, raffiguranti fiori volute e teste umane riecheggianti modelli classici, che ricordano quelli della pieve di San Leonardo di Serra Pistoiese.